# Lagerstroemia excelsa
Lagerstroemia excelsa là một loài thực vật có hoa trong họ Lythraceae. Loài này được (Dode) Chun ex S. Lee & L.F. Lau mô tả khoa học đầu tiên năm 1983.